# Zofia Chłopek
Zofia Chłopek – polska filolog, dr hab. nauk humanistycznych.

## Życiorys
30 września 1997 obroniła pracę doktorską Testowanie komunikatywne w procesie glottodydaktycznym, 11 grudnia 2012 habilitowała się na podstawie pracy zatytułowanej Nabywanie języków trzecich i kolejnych oraz wielojęzyczność: Aspekty psycholingwistyczne (i inne). Była zatrudniona w Instytucie Filologii Germańskiej na Wydziale Filologicznym Uniwersytetu Wrocławskiego, w Wyższej Szkole Filologicznej we Wrocławiu, w Instytucie Neofilologii Państwowej Wyższej Szkole Zawodowej w Nysie, w Instytucie Badań nad Edukacją i Komunikacją Politechniki Śląskiej oraz na Wydziale Filologicznym Uniwersytetu w Białymstoku. W 2025 r. pracuje na stanowisku profesora uczelni w Państwowej Akademii Nauk Stosowanych w Nysie.